# Il re degli zingari (film 1933)
Il re degli zingari (El rey de los Gitanos) è un film del 1933, diretto da Frank Strayer.

## Produzione
Il film fu prodotto dalla Fox Film Corporation.

## Distribuzione
Distribuito dalla Fox Film Corporation, fu presentato in prima in Spagna, a Barcellona il 23 maggio 1933. Negli Stati Uniti, uscì senza sottotitoli a Los Angeles il 26 maggio.